# Molophilus (Molophilus) masafuerae
Molophilus (Molophilus) masafuerae is een tweevleugelige uit de familie steltmuggen (Limoniidae). De soort komt voor in het Neotropisch gebied.